# 엘리자베스 하로워
엘리자베스 하로워(Elizabeth Harrower, 1918년 5월 28일 ~ 2003년 12월 10일)는 미국의 배우, 각본가, 텔레비전 배우, 영화배우이다.
앨러미다에서 태어났다.

## 영화
- 더 영 앤 더 레스트리스 (1973년)
- 푸키 (1969년)
- 진정한 용기 (1969년)
- 배트맨 - 66년 TV 시리즈 (1966년) - 초딩 6 〔과거〕 역
- 돈 노크 더 트위스트 (1962년)
- 묵시록의 4기사 (1961년)
- 선생님의 애완 동물 (1958년)
- 페리 메이슨 (1957년)
- 딜론 보안관 (1955년)